# CU-RTC-WEB
CU-RTC-WEB (o Customizable, Ubiquitous Real Time Communication over the Web, en español, comunicación en tiempo real ubicua y personalizable) es una API que siendo elaborado por Bernard Aboba de Microsoft. Compite contra el estándar WebRTC, que empezó a ser redactador por un grupo del World Wide Web Consortium desde mayo de 2011.